# Кроз тамно огледало
Филм Кроз тамно стакло (оригиналан наслов на шведском језику Såsom i en spegel, буквалан превод „Као у огледалу“) је шведски драмски филм из 1961. године који је написао и режирао Ингмар Бергман, а у којем главне улоге тумаче Харијет Андерсон, Гунар Бјорнстранд, Макс фон Сидов и Ларс Пасгард. Филм говори о схизофреничној младој жени (Андерсон) која одмара на удаљеном острву са својим мужем (фон Сидов), оцем романописцем (Бјорнстранд) и фрустрираним млађим братом (Пасгард).
Бергман је структурирао филм као представу у три чина, ослањајући се на своја лична искуства и односе. Филм је био његов први од неколико снимљених на острву Форо северно од острва Готланд, по препоруци сниматеља Свена Никвиста. Партитура укључује музику Јохана Себастијана Баха. Теме које се истражују укључују изједначавање Бога са љубављу, експлоатацију у уметности, психозу и сексуалност.
Филм Кроз тамно огледало је добио позитивне критике, посебно за Андерсонов наступ, и освојио Оскара за најбољи филм на страном језику. Уследили су Бергманови тематски повезани филмови из 1963. године Winter Light и The Silence.

## Радња филма
Радња филма се одвија у периоду од 24 часа док четири члана породице одлазе на одмор на удаљено острво, убрзо након што је једна од њих, Карин, пуштена из азила у којем је лечена од схизофреније. Карин муж Мартин (фон Сидов), угледни лекар, говори њеном оцу Давиду (Бјорнстранд) да је Каринина болест скоро неизлечива. У међувремену, Минус (Пасгард), Каринин 17-годишњи брат, каже Карин да би желео да има прави разговор са својим оцем и да се осећа лишено очеве наклоности. Дејвид је романописац који пати од "ауторска блокаде" који се управо вратио са дугог путовања у иностранство. Он најављује да ће поново отићи за месец дана, иако је обећао да ће остати. Остали за њега изводе представу коју је написао Минус. Дејвид, глумећи одобравање комада, вређа се јер се представа може протумачити као напад на његов лик.
Те ноћи, након што је одбацила Мартинове еротске увертире, Карин се буди и прати звук сирене за маглу до тавана. Она се онесвести након епизоде у којој чује гласове иза ољуштених тапета. Она тада улази у Давидову собу и гледа кроз његов сто и проналази његов дневник, видећи његов опис њене болести као неизлечиву. Она открива његову бешћутну жељу да забележи детаље њеног погоршања. Следећег јутра, Давид и Мартин, док пецају, сукобљавају се око Карин. Мартин оптужује Дејвида да је жртвовао своју ћерку за своју уметност и да је заокупљен самим собом, бешћутан, кукавички и лажан. Давид избегава, али признаје да је много тога што Мартин каже истина. Давид каже да је недавно покушао да се убије возећи се преко литице, али га је спасио неисправан мењач. Каже да је након тога открио да воли Карин, Минуса и Мартина и то му даје наду. У међувремену, Карин прича Минус о својим епизодама, и да чека да се Бог појави иза тапета на тавану. Минус је помало сексуално фрустриран, а Карин га задиркује, још више након што открије да он крије порнографски часопис. Касније, на плажи, када Карин види да долази олуја, налеће на разорени брод и стисне се у страху. Минус јој иде и они се упуштају у инцестуозне сексуалне активности.
Минус говори осталим мушкарцима о инциденту на броду и Мартин позива хитну помоћ. Карин тражи да разговара са оцем насамо. Она признаје своје лоше понашање према Мартину и Минусу, рекавши да јој је неки глас рекао да се тако понаша и да такође претражи Дејвидов сто. Она каже Дејвиду да би волела да остане у болници, јер не може да иде напред-назад између две стварности, већ мора да изабере једну. Док се пакују за одлазак у болницу, она трчи на таван где Мартин и Дејвид посматрају њене поступке. Она каже да ће Бог изаћи кроз врата ормана и тражи од мужа да јој дозволи да ужива у овом тренутку. Она се фиксира на пукотину у зиду из које излази паук. Хитна помоћ, хеликоптер, пролете поред прозора, правећи велику буку и дрмајући врата. Карин се нестрпљиво креће према вратима, али онда побегне од њих, уплашена, и упадне у панику. Карин нестаје и, поново се појављује у лудилу, добија седатив. Када стоји, говори им о Богу: пауку злог лица који је покушао да продре у њу. Погледала је у Божје очи, и оне су биле „хладне и мирне“, а када Бог није успео да продре у њу, повукао се на зид. „Видела сам Бога“, најављује она.
Карин и Мартин одлазе хеликоптером. Минус говори оцу да се плаши, јер када га је Карин зграбила у броду, он је почео да халуцинира. Пита оца да ли може тако да преживи. Давид му каже да може ако има „нечега да се држи“. Он каже Минусу о сопственој нади: љубави. Давид и његов син разговарају о концепту љубави у вези са Богом и налазе утеху у идеји да њихова сопствена љубав може помоћи у одржавању Карин. Минус је захвалан и задивљен што је коначно имао прави разговор са оцем изговарајући: „Тата ми се обратио“.

## Улоге
- Harriet Andersson као Карин
- Gunnar Björnstrand као Давид
- Max von Sydow као Мартин
- Lars Passgård као Минус

## Продукција

### Развој
Након што је Ингмар Бергман забележио своје идеје за филм у свом дневнику, ослањајући се на своја лична искуства у планирању сусрета и помирења са својим родитељима Карин и Ериком Бергманом,  Ингмар је написао сценарио на острву Торе у стокхолмском архипелагу. Замишљао ју је као представу у три чина, где глумци служе као „огледалски панели“, приказујући исту ствар из различитих углова. Ово је довело до тога да је фраза из библијског одломка 1. Коринћанима 13 коришћена као наслов филма.
Бергман је тврдио да је инспирација за лик Карин била жена са којом је живео када је био млађи. Изјавио је да је чула гласове који јој говоре да ради ствари. Сцена у којој Давид описује свој покушај самоубиства такође је инспирисана Бергмановим покушајем из стварног живота у Швајцарској, пре него што је снимио Осмех летње ноћи 1955. године. Бергман је објаснио да сам се „док сам припремао филм заинтересовао за људску драму која окружује друго људско биће које је заиста било у процесу измицања“. Он је такође назвао свој сценарио „очајничким покушајем да представи једноставну филозофију: Бог је љубав, а љубав је Бог“. Бергман је касније пожалио да ту поруку нема истине, и признао да је оптимистични епилог „лабаво закачен на крај“, због чега се осећао „болесно“ када се касније суочио с њим. Додао је да сам се „дотакао божанског концепта који је стваран, али онда сам по њему размазао дифузни фурнир љубави“.

### Аудиција
У складу са својом идејом да је филм „камерна представа“ по узору на дело Аугуста Стриндберга, Бергман је своју глумачку екипу назвао „гудачким квартетом“. Бергман је Андерсоновој послала сценарио, а Андерссон је у почетку одбила, рекавши да би јој улога била превише изазовна. Рекла је да је Бергман одговорио са „Немој да ме сериш!“ Да би се припремила, Андерссон је контактирала медицинску сестру да разговара о шизофренији. У то време, Ларс Пасгард је био глумац почетник.

### Локације снимања филма
Филм је снимљен на острву Форо, по препоруци кинематографа Свена Никвиста. Био је то Бергманов први филм снимљен тамо, где ће снимити још неколико. Никвист је развио свој стил са филмом, користећи неколико покрета камере. Редитељ и сниматељ су водили веома озбиљне разговоре у којима су поново размишљали о томе како треба користити осветљење. Никвист и Бергман су такође планирали да направе филм Кроз тамно огледало као своју прву филмску сарадњу у боји, али су били незадовољни изгледом снимака у боји које су тестирали.
Филм се ослања на природне звуке како би пренео тишину у животе ликова, а музика на виолончелу после сцене инцеста је изузетак. У филму су коришћене четири интерпретације Сарабанде из Свите бр. 2 у д-молу за виолончело из Шест свита за виолончело соло, БВВ 1008 Јохана Себастијана Баха, а све их је обезбедио дански виолончелиста Ерлинг Блондал Бенгтсон.

## Издање
У Шведској, филм је објавио SF Studios 16. октобра 1961. године. Филм је такође приказан на 12. Берлинском међународном филмском фестивалу током јуна и јула 1962.
Janus Films је покренуо америчко приказивање филма у Њујорку 13. марта 1962. године, одложивши га док не буду објављени финалисти за Оскара за најбољи филм на страном језику. Јанус је такође промовисао своју кампању за Оскара приказивањем за чланове Академије у Лос Анђелесу пре гласања. 19. августа 2003. године, The Criterion Collection је објавила филм на ДВД-у у Региону 1, заједно са Бегмановим филмовима Winter Light и The Silence и Vilgot Sjöman документарац Ingmar Bergman Makes a Movie. The Criterion Collection је 20. новембра 2018. укључио Блу-раи верзију, заједно са 38 других Бергманових филмова, у Ingmar Bergman's Cinema у Региону А[].

## Пријем филма

### Критички пријем
У Шведској је филм добио позитивне критике за своје ликове, минималистички сценарио и изведбу Харијет Андерсон. Особље часописа Варајети  је описало филм Кроз тамно огледало као "Није пријатан филм, одличан је". Рецензија у часопису Time га је похвалила као „једну од најбољих и свакако најзрелијих креација Ингмара Бергмана“. У Њујорк тајмс-у, Bosley Crowther је назвао филм „чврсто конструисан и изразито реалистичан“, а за Харијет Андерсонову је написано „прекрасно изражава опсједнућу свест, агонију лудила, који покрећу девојку“.[24] Амерички критичар Brendan Gill назвао је Андерсонову „скоро савршеном“. Британски критичар Tom Milne написао је да је, упркос концепту који сугерише „тешкоћу и самомучење“, филм је „топао и веома контролисан“, а Андерсонова је бриљантна. Критичар The New Republic Стенли Кауфман, називајући је „стриндберговском студијом у менталним мукама“, написао је да су њене сцене „задивљујуће“, а да је Андерсонова „оштра, опкољена, нестална“. Филм је заузео 8. место на листи 10 најбољих филмова године франсуског филмског часописа Cahiers du Cinéma 1962. године. Године 1996. филм Кроз тамно огледало је уврштен у часопис Мовилајн Магазин "100 најбољих страних филмова".
Велики део критика се фокусирао на крај, где ликови изгледају претерано смирени упркос губитку Карин, а Бог је једноставно изједначен са љубављу. Године 2008., Роџер Иберт је додао филм на своју листу великих филмова, импресиониран Никвистовим осветљењем и закључивши да смо „запањени Бергмановом дубоком забринутошћу да људи виде свет као кроз стакло, мрачно, и да нису у стању да перципирају његово значење“. У свом филмском водичу из 2014.. године, Леонард Малтин је филму дао три и по звездице, описавши га као „Ћудљиву евокативну причу о лудилу“. Филм има 100% рејтинг на Rotten Tomatoes, на основу 27 рецензија, са пондерисаним просеком од 8,70/10.

## Награде и почасти
Филм је 1962. освојио Оскара за најбољи филм на страном језику, што је другу годину заредом да је Бергман освојио награду, након Девичанског пролећа 1961. године. Харијет Андерсон је присуствовала церемонији прихватања Оскара у Бергманово име. Филм је такође био у конкуренцији за награду Златни медвед на 12. Берлинском међународном филмском фестивалу.
| Награда                  | Датум церемоније   | Категорија                 | Добитници              | Резултат   | Ref(s) |
| ------------------------ | ------------------ | -------------------------- | ---------------------- | ---------- | ------ |
| Academy Awards           | 9. април 1962.     | Best Foreign Language Film | Ingmar Bergman         | Освојено   | [ 32 ] |
| Academy Awards           | 8. април 1963.     | Best Original Screenplay   | Ingmar Bergman         | Номинација | [ 34 ] |
| BAFTA Awards             | 1963               | Best Film                  | Through a Glass Darkly | Номинација | [ 35 ] |
| BAFTA Awards             | 1963               | Best Foreign Actress       | Harriet Andersson      | Номинација | [ 35 ] |
| National Board of Review | 21. децембар 1962. | Top Foreign Films          | Through a Glass Darkly | Освојено   | [ 36 ] |

## Теме
Жанр „породичне драме“ је један аналитички приступ, при чему академик Френк Гадо спомиње Минус као „свест“ овог приказа породице. Напет однос између чланова породице открива се у сцени оброка, где су Давидова деца запрепашћена његовим намерама да оде убрзо по повратку у породицу, чиме се умањује радост те прилике. Минус изражава жељу: „Волео бих да могу само једном да разговарам са татом“. Минусова игра открива и сукобе. Гадо је написао да се прича у причи одвија у капели Свете Терезије Авилске, при чему је Света Терезија користила „унутрашњи замак“ као симбол душе. Иако је изгледао као "готичка глупост", Гадо је тврдио да је Минус покушавао да каже Давиду да му је увек недостајало величине као писац, и да Минусов лик користи уметност да објасни своје промашаје у љубави, на сличан начин као и Давид повлачи се писању како би избегао да буде са Карин. Гадо је даље тврдио да Давидов повез преко очију пре наступа значи да се његове очи отварају према стварности.
Чињеница да Давид планира да користи Каринино стање као извор за своје писање ствара „портрет уметника као шарлатана, безвезе и бездушног експлоататора“, написао је есејиста Питер Метјуз. На крају, када Давид дели своје мисли о љубави као Бог Минусу, Гадо је веровао да Минус није највише импресиониран теоријом, већ сусретом „лицем у лице“ са његовим оцем и дељењем љубави, што је означено у Минусовој завршној речи. Тата ми је говорио“.
У Карининој вези са њеним мужем, психијатар Барбара Јанг је написала да се Карин појављује „сексуално повучена“ од Мартина, али њена сексуалност је „још увек жива у њеној психози“. Јанг је посматрала, како је описала, „флертну“ везу коју има са Минусом, а када чује гласове, она „масира бутине на сексуални начин“. Њена сексуалност и знање о Минусовој сексуалној фрустрацији је оно што је доводи до инцеста са Минусом и зашто пркосе табуу инцеста, написао је Јанг. Веровала је да је ова епизода инцеста довела до тога да Карин схвати да „не може да живи у два света“.
Карин замишља Бога као "бога-паука". Бергманов следећи филм Winter Light, објашњава метафору када лик Томас, кога игра Бјорнстранд, повезује бога паука са патњом, за разлику од његових претходних идеја о Богу љубави који пружа утеху. Прича се завршава расправом о томе како је Бог љубав, питањем које се даље истражује у Winter Light, које поставља питање да ли је разумевање Бога тако једноставно. Један лик Винтер Лигхт исмејава идеју о Богу као љубави, цитирајући тачно крај кроз тамно стакло. Наслов Кроз тамно стакло је изведен из Прве посланице Коринћанима, за коју је Гадо приметио да такође прати теме „вере, наде и љубави“.

## Наслеђе
Филм Кроз тамно огледало се понекад сматра првим филмом у трилогији која укључује Winter Light и The Silence, а фокусира се на духовна питања. Бергман пише: „Ова три филма се баве редукцијом. Филмови Кроз стакло тамно – побеђена извесност. ''Winter Light'' – продрла у извесност. The Silence – Божја тишина – негативни отисак. Дакле, они чине трилогију“. Касније је повукао своју тврдњу да филмови чине трилогију.
Бергман би се вратио у Fårö да сними још неколико филмова, укључујући Persona (1966), Hour of the Wolf (1968), Shame (1968), The Passion of Anna (1969), Fårö Document (1969) и The Touch (1971). The Touch је документарац, док остали користе острво за симболику и названи су „острвским филмовима“.
Године 2004. продуцент Ендру Хиги убедио је Бергмана да дозволи сценску верзију дела, првобитно намењену продукцији Ендруа Аптона и Кејт Бланшет током њиховог времена као ко-уметничких директора у Сиднејској позоришној компанији. Аптон је препустио пројекат Џени Вортон, драматургињи Алмеида театра у Лондону, где је представљен у јулу 2010. године, са Рут Вилсон у главној улози Карин.